# Élections législatives groenlandaises de 1984

Les élections législatives groenlandaises de 1984 se sont déroulées le 6 juin 1984.
La répartition des 25 sièges du Parlement (un de moins par rapport aux élections précédentes) ne change guère : le parti social-démocrate indépendantiste Siumut et le parti libéral unioniste Atassut obtiennent 11 députés, les trois derniers sièges revenant à Inuit Ataqatigiit, un autre parti social-démocrate indépendantiste. Jonathan Motzfeldt reste Premier ministre.

## Système électoral
L'Inatsisartut est le parlement monocaméral du Groenland, pays constitutif du royaume de Danemark. Il est composé de 25 sièges pourvus pour quatre ans au scrutin proportionnel plurinominal de liste dans huit circonscriptions électorales plurinominales. Après décompte des voix, les sièges sont répartis selon la méthode d'Hondt, sans seuil électoral.

## Résultats
|                        |                        |        |       |      |        |     |  |  |  |  |  |  |  |  |
| Parti                  | Parti                  | Voix   | %     | +/-  | Sièges | +/- |  |  |  |  |  |  |  |  |
|                        | Siumut (S)             | 9 949  | 44,11 | 1,84 | 11     | 1   |  |  |  |  |  |  |  |  |
|                        | Atassut (A)            | 9 873  | 43,77 | 2,87 | 11     | 1   |  |  |  |  |  |  |  |  |
|                        | Inuit Ataqatigiit (IA) | 2 732  | 12,11 | 1,46 | 3      | 1   |  |  |  |  |  |  |  |  |
|                        |                        |        |       |      |        |     |  |  |  |  |  |  |  |  |
| Suffrages exprimés     | Suffrages exprimés     | 22 554 | 97,69 |      |        |     |  |  |  |  |  |  |  |  |
| Votes blancs et nuls   | Votes blancs et nuls   | 534    | 2,31  |      |        |     |  |  |  |  |  |  |  |  |
| Total                  | Total                  | 23 088 | 100   | -    | 25     | 1   |  |  |  |  |  |  |  |  |
| Abstention             | Abstention             | 11 494 | 33,24 |      |        |     |  |  |  |  |  |  |  |  |
| Inscrits/Participation | Inscrits/Participation | 34 582 | 66,76 |      |        |     |  |  |  |  |  |  |  |  |